# Simon Canuel
Simon Canuel (Les Trois-Moutiers, 20 ottobre 1767 – Loudun, 11 maggio 1840) è stato un generale francese.

## Biografia

### La Rivoluzione
Canuel entrò nell'esercito francese il 3 gennaio 1787 nel reggimento del Limosino, ottenendo tutti i gradi militari nel corso delle guerre di Vandea negli anni successivi. Da ufficiale del 71º reggimento di fanteria, sotto la protezione di Rossignol e Kléber, divenne aiutante generale, generale di brigata e poi di divisione. Si distinse nelle battaglie di Doué e Savenay. Verger-Dubareau gli affidò una divisione, rinforzata dai granatieri di Louis Blosse, con la quale prese parte a Savenay distinguendosi.
Nell'aprile del 1796, guidò la pacificazione di un movimento controrivoluzionaro a Sancerre, guidato da Phélippeaux . Durante la riconquista della città, Canuel comandò la colonna di destra, proveniente da Bourges attraverso Azy. La sua colonna era composta da un distaccamento della guardia nazionale di Sancerre, dalla gendarmeria del dipartimento di Chere e da un corpo di truppe di linea.
Il Direttorio francese lo inviò quindi a Lione dopo la dichiarazione dello stato d'assedio. Alla fine del 1797, Canuel, come comandante del dipartimento del Rodano nella 19ª divisione militare, venne destituito dal proprio incarico perché accusato di connivenza con i realisti, ma tornò poco dopo al servizio armato. Uguale sorte subì il suo aiutante, Perrin, il quale venne accusato anche di appropriazione indebita.

### L'impero
Napoleone I non giudicò opportuno impiegare Canuel in maniera attiva, ma lo nominò comunque cavaliere dell'Ordine della Legion d'onore il 16 ottobre 1803. Nel 1804 ottenne il comando della 2ª divisione militare di stanza a Mezieres e nel 1806 venne trasferito a capo della 25ª divisione militare di stanza a Liegi; venne poi rimosso dalla struttura degli ufficiali generali imperiali, motivo per cui ebbe un certo risentimento verso i napoleonici, che si tramutò in entusiasmo per il ritorno dei Borboni. Nel 1814 Luigi XVIII lo nominò cavaliere dell'Ordine di San Luigi.
Durante i Cento Giorni, si rifugiò con gli insorti vandeani, divenendo capo di stato maggiore delle truppe affidate alla guida del marchese di La Rochejaquelein .

### La Restaurazione
Luigi XVIII conferì a Canuel la presidenza del suo consiglio di guerra dal 20 marzo 1816, con l'incarico di condannare tra l'altro il generale Travot. Il suo zelo monarchico lo portò a denunciare come attacchi alla maestà reale le stesse memorie prodotte dai legali dell'imputato, i quali chiedevano il beneficio dell'amnistia per il loro assistito.
Contemporaneamente venne nominato governatore militare di Lione, città dove tenne una condotta giudicata deplorevole da molti dei suoi contemporanei. Si scagliò pesantemente contro molti dei suoi ex commilitoni, e coloro che cercarono di opporglisi vennero condannati a morte e poi giustiziati.
Il colonnello Charles Nicolas Fabvier, aiutante di campo del maresciallo Marmont, duca di Ragusa, incaricato dal governo di far luce su un vero o presunto complotto ai danni dello stato, assieme a Charrier de Sainneville, tenente della polizia di Lione, denunciarono all'opinione pubblica la condotta di Canuel in queste circostanze. Il generale Canuel li portò entrambi in tribunale e riuscì ad avere la meglio giustificando perfettamente tutte le proprie azioni, ma l'opinione pubblica rimase molto colpita da questi fatti.

### Gli ultimi anni
Poco tempo dopo, Canuel venne addirittura arrestato per sospetto di congiura e licenziato dall'esercito, salvo poi venire reintegrato come ispettore generale. Venne nominato ufficiale della legion d'onore il 10 luglio 1822. Nel 1823 venne posto al comando di una divisione del III corpo d'armata in Spagna ed il 4 ottobre 1823 venne elevato al rango di commendatore della legion d'onore. Il 3 novembre 1823, venne chiamato a comandare la 21ª divisione militare a Bourges e nominato grand'ufficiale della Legion d'onore il 23 maggio 1825. 
Morì nel maggio del 1840.